# Victor Willems
Victor Willems (* 19. Februar 1877; † 1918) war ein belgischer Fechter.

## Erfolge
Victor Willems nahm an zwei Olympischen Spielen teil. Bei den Olympischen Spielen 1908 in London sicherte er sich mit Paul Anspach, Fernand de Montigny, Désiré Beaurain, Fernand Bosmans, Ferdinand Feyerick und François Rom die Bronzemedaille im Mannschaftswettbewerb mit dem Degen. 1912 erreichte er in Stockholm mit der belgischen Degen-Equipe die Finalrunde, die er mit Henri Anspach, Paul Anspach, Robert Hennet, Jacques Ochs, Fernand de Montigny, Gaston Salmon und François Rom auf dem ersten Rang beendete und somit Olympiasieger wurde. In den Einzelkonkurrenzen schied er mit dem Degen in der ersten Runde sowie mit dem Florett in der Halbfinalrunde aus.
Willems fiel im Ersten Weltkrieg.